# Bernd Marquardt
Bernd Marquardt (* 5. Januar 1966 in Minden) ist ein deutscher Rechtswissenschaftler.

## Leben
Nach dem Abitur am Besselgymnasium Minden studierte Marquardt von 1985 bis 1988 Verwaltungswissenschaften an der Fachhochschule des Bundes für öffentliche Verwaltung in Köln und Mainz mit dem Abschluss als Diplomverwaltungsbetriebswirt. Von 1990 bis 1995 studierte er Rechtswissenschaften, Geschichte und Philosophie an der Georg-August-Universität Göttingen und legte 1995 sein erstes juristisches Staatsexamen ab. Von 1995 bis 1999 absolvierte er ein Promotionsstudium an der Universität St. Gallen, das er mit dem Dr. iur. beendete. Von 1995 bis 2000 war er dort wissenschaftlicher Assistent bei Karl Heinz Burmeister. Seine Habilitation in St. Gallen erfolgte 2003. Dort war er Privatdozent, bis er 2006 als Professor für Verfassungsrecht und -theorie, Völkerrecht und Rechtsgeschichte an die Universidad Nacional de Colombia in Bogotá berufen wurde. Er ist Mitglied der Vereinigung für Verfassungsgeschichte.

## Schriften
- El Estado de la doble revolución ilustrada e industrial (1776–hoy) (= Historia Universal del Estado, tomo 3). Bogotá: Ed. Universidad Nacional de Colombia & La Carreta, 2009.
- El Estado de la paz interna y de la organización judicial en el caso de Europa (1500–1800) (= Historia Universal del Estado, tomo 2), Bogotá: Ed. Universidad Nacional de Colombia & La Carreta, 2009.
- Sociedades preestatales y Reinos dinásticos (= Historia Universal del Estado, tomo 1), Bogotá: Ed. Universidad Nacional de Colombia & La Carreta, 2009.
- Staat, Demokratie und Verfassung in Hispano-Amerika seit 1810. Bd. 1: Das liberale Jahrhundert (1810–1916) (= Historisch-politische Studien des transatlantischen Raumes, Band 1), Bogotá: Universidad Nacional de Colombia, 2009, ISBN 978-958-701-927-8.
- Historia Universal del Estado, Desde la sociedad preestatal hasta el Estado de la sociedad industrial, Bogotá: Universidad Nacional de Colombia & Editorial Ibáñez, 2008, ISBN 978-958-701-880-6.
- Die alte Eidgenossenschaft und das Heilige Römische Reich (1350–1798). Staatsbildung, Souveränität und Sonderstatus am alteuropäischen Alpenrand (= Europäische Rechts- und Regionalgeschichte, Band 3),  Zürich, St. Gallen u. Baden-Baden: Dike & Nomos Verlag, 2007, ISBN 978-3-03751-060-5.
- Staatsbildung. Geschichte einer Dreifachrevolution – Von der vorstaatlichen Gesellschaft zum Staat der  Industriegesellschaft (= Der Europäische Sonderweg, Band 14), Stuttgart: Breuninger, 2006, ISSN 1616-1602.
- Die „Europäische Union“ des vorindustriellen Zeitalters. Vom Universalreich zur Respublica Christiana des Jus Publicum Europaeum (800–1800). Überlegungen zu einer Geschichte des Europarechts (= St. Galler Schriften zur Rechtswissenschaft, Band 10), Zürich: Schulthess Verlag, 2005, ISBN 3-7255-5019-0.
- Umwelt und Recht in Mitteleuropa. Von den grossen Rodungen des Hochmittelalters bis ins 21. Jahrhundert (= Zürcher Studien zur Rechtsgeschichte, Band 51), Zürich: Schulthess Verlag, 2003, ISBN 3-7255-4615-0 (zugleich: Habilitationsschrift, St. Gallen, erweiterte Fassung).
- Das Römisch-Deutsche Reich als segmentäres Verfassungssystem (1348–1806/48) – Versuch zu einer neuen Verfassungstheorie auf der Grundlage der lokalen Herrschaften (= Zürcher Studien zur Rechtsgeschichte, Band 39), Zürich: Schulthess Verlag, 1999, ISBN 3-7255-3944-8 (zugleich: Dissertation, St. Gallen).